# سوحا
سوحا قرية وبلدية تتبع منطقة سلمية في شرق محافظة حماة في سورية.